# Jordi Tarrés
Jordi Tarrés (Rellinars, 10 september 1966) is een Spaans trialrijder. Hij was 7 jaar wereldkampioen in de open lucht. Hij is de op twee na meest succesvolle trialrijder in de geschiedenis, na Dougie Lampkin met 12 titels (7 outdoor en 5 indoor) en Toni Bou met 22 (11 outdoor en 11 indoor).

## Biografie
Tarrés werd geboren in een middenklasse familie en stopte met school om stratenmaker te worden. Hij was geïnteresseerd in trial door zijn oudere broer Francesc. Tarrés startte met fietstrial en werd Europees kampioen Trialsin. Vervolgens regelde zijn broer sponsoren waarmee Tarrés de mogelijkheid kreeg om in motortrial deel te gaan nemen. In 1983 nam hij deel aan twee juniorenraces, en in 1984 nam hij deel aan het Spaans kampioenschap, waarin hij een rit won.
In 1985 nam Tarrés voor het eerst deel aan het wereldkampioenschap, waarin hij in dat seizoen een rit won en aan het eind van het seizoen op de vierde plaats eindigde. In het seizoen 1987 werd hij voor het eerst wereldkampioen, hij was de eerste deelnemer met de Spaanse nationaliteit die zich wereldkampioen kon noemen. Hij domineerde de sport vervolgens vele jaren, waarbij hij zeven keer wereldkampioen werd in de buitenlucht. Slechts Dougie Lampkin en Toni Bou hebben dit kunnen evenaren.
Tarrés stopte met topsport in 1997 en werd vervolgens sportdirecteur bij GasGas tot 2006. Hierna stelde hij zijn eigen team samen, Spea Trial Tarrés waarin jong talent als Francesc Moret, Pere Borrellas zijn neef Pol Tarrés trainen en leren. In 2013 was hij betrokken bij de oprichting van TRS Motorcycles, voor welk team sinds 2016 de tweevoudig wereldkampioen outdoor en viervoudig wereldkampioen indoor Adam Raga is gecontracteerd.

## Resultaten
- Spaans trialkampioen 1986, 1987, 1988, 1989, 1990, 1991, 1992, 1993, 1994
- FIM wereldkampioen 1987, 1989, 1990, 1991, 1993, 1994, 1995